# Carl Langenbuch

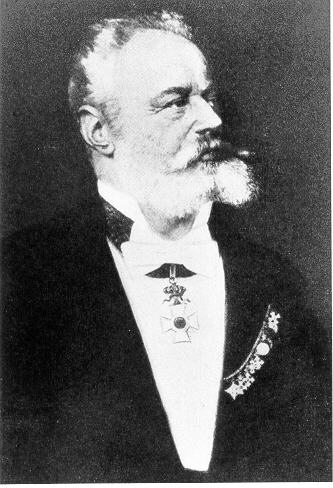
Carl Langenbuch, um 1900

Carl Johann August Langenbuch (* 20. August 1846 in Kiel; † 9. Juni 1901 in Berlin) war ein deutscher Chirurg, der 1882 die erste Gallenblasenentfernung (Cholezystektomie) durchführte.

## Leben
Carl Langenbuch studierte an der Universität Kiel Medizin, 1869 wurde er mit einer Schrift über die Querruptur der Aorta nach Gewalteinwirkung promoviert. Anschließend war er als Assistent bei Friedrich von Esmarch tätig. Nach der Teilnahme am Deutsch-Französischen Krieg ging Langenbuch 1871 nach Berlin, wo er am Bethanien-Krankenhaus arbeitete. 1872 wurde er Direktor des Lazarus-Krankenhauses.
1885/86 leitete er eine deutsche Rote-Kreuz-Hilfsgruppe während des Serbisch-Bulgarischen Krieges auf bulgarischer Seite. Er bemühte sich im Verlauf mehrmals, den 1886 zurückgetretenen Fürst Alexander I. von Bulgarien aus dem Hause Battenberg im Auftrag einer ungenannt gebliebenen Person zur Rückkehr nach Bulgarien zu bewegen.
1901 starb Langenbuch an einer Peritonitis infolge einer perforierten Appendizitis.

## Wirken
Am 15. Juli 1882 führte Langenbuch in Berlin bei einem 43-jährigen Mann, der seit 16 Jahren an Gallenkoliken litt, die erste Cholezystektomie durch. Die Bauchwand wurde über einen etwa 10 bis 15 Zentimeter langen subcostalen Schnitt und einen ebenso langen Schnitt entlang des Randes des Musculus rectus abdominis eröffnet. Das entnommene Organ zeigte verdickte Wände und enthielt zwei kleine Gallensteine. Eine akute Entzündung lag nicht vor. Der Patient wurde acht Wochen später als geheilt entlassen. Diesem Eingriff waren Operationen an Tieren, bei denen Langenbuch feststellte, dass sie ohne Gallenblase lebensfähig waren und Studien an Leichen vorausgegangen. Die Methode stieß bei anderen Chirurgen anfangs auf offene Ablehnung, die ersten Berichte Langenbuchs wurden weitgehend ignoriert. Erst um die Jahrhundertwende begann sich die Cholezystektomie durchzusetzen. Mit seinen Ideen zur Gallenchirurgie, die er bereits 1884 in der Berliner Klinischen Wochenschrift formuliert hatte, war er auch ein Pionier weiterer Verfahren der Gallenwegschirurgie, insbesondere zur Entfernung von Steinen aus dem Choledochus, wie der Choledocholithotripsie (von ihm selbst als Erster 1886 durchgeführt), der Choledochotomie, der Duodenocholedochotomie, der Choledochoenterostomie, der Hepatostomie und der Hepatoenterostomie. Auf dem Deutschen Chirurgen-Kongreß schlug er 1892 vor, Schusswunden, statt offen (eitern) zu lassen, mit einer Naht zu verschließen, welchem jedoch von Carl Thiersch widersprochen wurde.

## Schriften (Auswahl)
- Ueber Aortenrupturen mit Bezug auf einen Fall von totaler Querruptur der Aorta in Folge Einwirkung indirecter Gewalt. In: Schriften der Universität zu Kiel aus dem Jahre 1869 (Band XVI.). Mohr, Kiel 1870, urn:nbn:de:gbv:8:2-6024389 (Dissertation Universität Kiel, 1869).
- Ein Fall von Exstirpation der Gallenblase wegen chronischer Cholelithiasis. Heilung. In: Berliner Klinische Wochenschrift. Band 48, 1882, Heft 19, S. 725–727.
- Ueber die Principien des zeitgemässen Kriegswundverbandes. Verlag von August Hirschwald, Berlin 1887. (Digitalisat im Internet Archive)
- Der Leberechinococcus und seine Chirurgie. Enke, Stuttgart 1890.
- Über zwei totale Magenresektionen beim Menschen. In: Deutsche medizinische Wochenschrift. Band 20, 1894, S. 968 ff.
- Chirurgie der Leber und Gallenblase. 2 Teile. Enke, Stuttgart 1894/1897. (Digitalisat des 1. Teils im Internet Archive)
- Beiträge zu Albert Eulenburgs Real-Encyclopädie der gesammten Heilkunde. Erste Auflage.
  - Band 15 (1883) (Digitalisat), S. 163–168 (Nachträge); Cholecystectomie; S. 251–256 (Nachträge): Splenotomie